# 黑白猪
黑白猪（日語：モノクロブー）是日本偶像创作旗舰公司（San-X）的一个卡通造型。

## 影响
在台湾、日本和香港，黑白猪兄弟皆十分受到欢迎，许多商家纷纷以其為藍本，制作出各类产品。